# Wolfgang Knöbl
Wolfgang Knöbl (* 11. Juni 1963) ist ein deutscher Soziologe und Direktor des Hamburger Instituts für Sozialforschung.

## Leben
Wolfgang Knöbl studierte Soziologie an der Friedrich-Alexander-Universität Erlangen-Nürnberg und arbeitete anschließend von 1990 bis 1995 als Wissenschaftlicher Mitarbeiter des Soziologen Hans Joas am John-F.-Kennedy-Institut der Freien Universität Berlin. 1995 wurde er dort in Soziologie bei Hans Joas mit einer Arbeit zu „Polizei und Herrschaft im Modernisierungsprozeß: Staatsbildung und innere Sicherheit in Preußen, England und Amerika 1700–1914“ promoviert. 2000 habilitierte sich Knöbl ebenfalls an der FU Berlin bei Hans Joas mit einer Arbeit zu „Spielräume der Modernisierung: das Ende der Eindeutigkeit“.
2002 erhielt er einen Ruf auf die Professur für Soziologie an der Universität Göttingen. Knöbl hatte Fellowships am Freiburg Institute for Advanced Studies (FRIAS) und am Max-Weber-Kolleg für kultur- und sozialwissenschaftliche Studien der Universität Erfurt. 1997 war er Theodor Heuss Lecturer an der New School for Social Research in New York City.
Wolfgang Knöbl ist Mitglied der Berlin-Brandenburgischen Akademie der Wissenschaften. 2018 wurde er zum Mitglied der Academia Europaea gewählt.
Am 2. April 2015 übernahm Knöbl die Leitung des Hamburger Instituts für Sozialforschung, damit war er der Nachfolger von Jan Philipp Reemtsma, dem Stifter und Gründer des Instituts. Von Juni 2017 bis September 2022 war Knöbl nebenberuflicher Professor für Politische Soziologie und Gewaltforschung an der Leuphana Universität Lüneburg.
Seine Forschungsschwerpunkte sind Geschichte der Soziologie, Politische Soziologie, Soziologie der Gewalt, Sozialtheorie und Modernisierungstheorien.

## Schriften (Auswahl)
- mit Susanne Fischer, Gerd Hankel (Hg.): Die Gegenwart der Gewalt. Festschrift für Jan Philipp Reemtsma. Zu Klampen, Springe 2022 (2 Bände).
- Die Soziologie vor der Geschichte. Zur Kritik der Sozialtheorie. suhrkamp, Berlin 2022, ISBN 978-3-518-29975-3.
- mit Thomas Hoebel: Gewalt erklären! Plädoyer für eine entdeckende Prozesssoziologie. Hamburger Edition, Hamburg 2019, ISBN 978-3-86854-335-3.
- Kriegsverdrängung. Ein Problem in der Geschichte der Sozialtheorie. Zusammen mit Hans Joas. Suhrkamp, Frankfurt am Main 2008.
  - Englische Ausgabe: War in social thought: Hobbes to the present. Princeton University Press, Princeton 2012.
  - Chinesische Ausgabe bei East China Normal University Press, Shanghai 2017.
- Die Kontingenz der Moderne. Wege in Europa, Asien und Amerika. Campus, Frankfurt am Main 2007.
- Sozialtheorie. Zwanzig einführende Vorlesungen. Zusammen mit Hans Joas. Suhrkamp, Frankfurt am Main 2004, ISBN 3-518-29269-2 (Aktualisierte, mit einem neuen Vorwort versehene Ausgabe Berlin 2011).
  - Englische Ausgabe: Social theory. Twenty introductory lectures. Cambridge University Press, Cambridge 2009.
- Spielräume der Modernisierung. Das Ende der Eindeutigkeit. Velbrück, Weilerswist 2001, ISBN 3-934730-43-4.
- Polizei und Herrschaft im Modernisierungsprozeß. Staatsbildung und innere Sicherheit in Preußen, England und Amerika 1700–1914. Campus, Frankfurt am Main 1998, ISBN 3-593-35965-0.